# Alstroemeria burchellii
Alstroemeria burchellii este o specie de plante monocotiledonate din genul Alstroemeria, familia Alstroemeriaceae, descrisă de John Gilbert Baker. Conform Catalogue of Life specia Alstroemeria burchellii nu are subspecii cunoscute.